# Вітлі (Арканзас)
Вітлі (англ. Wheatley) — місто (англ. town) в США, в окрузі Сент-Френсіс штату Арканзас. Населення — 279 осіб (2020).

## Географія
Вітлі розташоване на висоті 64 метри над рівнем моря за координатами 34°55′12″ пн. ш. 91°6′20″ зх. д. / 34.92000° пн. ш. 91.10556° зх. д. (34.919954, -91.105656).  За даними Бюро перепису населення США в 2010 році місто мало площу 8,22 км², з яких 8,22 км² — суходіл та 0,00 км² — водойми.

## Демографія
Згідно з переписом 2010 року, у місті мешкало 355 осіб у 155 домогосподарствах у складі 98 родин. Густота населення становила 43 особи/км².  Було 184 помешкання (22/км²). 
Расовий склад населення:
| - 73,0 % — білих - 26,8 % — чорних або афроамериканців |

До двох чи більше рас належало 0,3 %. Іспаномовні складали 0,6 % від усіх жителів.
За віковим діапазоном населення розподілялося таким чином: 24,2 % — особи молодші 18 років, 55,2 % — особи у віці 18—64 років, 20,6 % — особи у віці 65 років та старші. Медіана віку мешканця становила 45,2 року. На 100 осіб жіночої статі у місті припадало 86,8 чоловіків;  на 100 жінок у віці від 18 років та старших — 88,1 чоловіків також старших 18 років.
Середній дохід на одне домашнє господарство  становив 43 283 долари США (медіана — 38 636), а середній дохід на одну сім'ю — 58 688 доларів (медіана — 45 625). Медіана доходів становила 37 813 долари для чоловіків та 30 139 доларів для жінок. За межею бідності перебувало 22,3 % осіб, у тому числі 17,0 % дітей у віці до 18 років та 13,6 % осіб у віці 65 років та старших.
Цивільне працевлаштоване населення становило 112 особи. Основні галузі зайнятості: освіта, охорона здоров'я та соціальна допомога — 24,1 %, роздрібна торгівля — 23,2 %, сільське господарство, лісництво, риболовля — 14,3 %, транспорт — 11,6 %.
За даними перепису населення 2000 року у Вітлі проживало 372 особи, 109 сімей, налічувалося 151 домашнє господарство і 175 житлових будинків. Середня густота населення становила близько 45,4 людини на один квадратний кілометр. Расовий склад Вітлі за даними перепису розподілився таким чином: 69,35 % білих, 29,30 % — чорних або афроамериканців, 0,54 % — корінних американців, 0,54 % — представників змішаних рас, 0,27 % — інших народів. Іспаномовні склали 2,69 % від усіх жителів містечка.
З 151 домашніх господарств в 29,8 % — виховували дітей віком до 18 років, 53,6 % представляли собою подружні пари, які спільно проживали, в 10,6 % сімей жінки проживали без чоловіків, 27,8 % не мали сімей. 27,2 % від загального числа сімей на момент перепису жили самостійно, при цьому 13,2 % склали самотні літні люди у віці 65 років та старше. Середній розмір домашнього господарства склав 2,46 особи, а середній розмір родини — 2,98 особи.
Населення містечка за віковим діапазоном за даними перепису 2000 року розподілилося таким чином: 25,5 % — жителі молодше 18 років, 8,6 % — між 18 і 24 роками, 27,4 % — від 25 до 44 років, 23,1 % — від 45 до 64 років і 15,3 % — у віці 65 років та старше. Середній вік мешканця склав 38 років. На кожні 100 жінок у Вітлі припадало 87,9 чоловіків, у віці від 18 років та старше — 85,9 чоловіків також старше 18 років.
Середній дохід на одне домашнє господарство в містечкі склав 27 813 доларів США, а середній дохід на одну сім'ю — 32 917 доларів. При цьому чоловіки мали середній дохід в 20 833 долара США на рік проти 25 938 доларів середньорічного доходу у жінок. Дохід на душу населення в містечкі склав 13 556 доларів на рік. 14,7 % від всього числа сімей в окрузі і 14,6 % від усієї чисельності населення перебувало на момент перепису населення за межею бідності, при цьому 23,2 % з них були молодші 18 років і 16,4 % — у віці 65 років та старше.